# Kim Yoon-jin
 (avril 2019).
Si vous disposez d'ouvrages ou d'articles de référence ou si vous connaissez des sites web de qualité traitant du thème abordé ici, merci de compléter l'article en donnant les références utiles à sa vérifiabilité et en les liant à la section « Notes et références ».
Dans ce nom coréen, le nom de famille, Kim, précède le nom personnel.
Pour les articles homonymes, voir Kim.
Kim Yoon-jin ou Kim Yun Jin née le 7 novembre 1973 à Séoul, est une actrice américano-sud-coréenne. Elle est surtout connue pour le rôle de Sun Kwon dans le feuilleton télévisé Lost : Les Disparus.

## Biographie
Bien qu'elle soit née en Corée du Sud, Yun-jin a grandi à New York. Elle est une danseuse accomplie (ballet, jazz, etc), mais elle maîtrise aussi les arts martiaux, le taekwondo en particulier. Elle a publié un album de photo au Japon intitulé XOXO. Elle est la représentante de Kanebo, une marque de cosmétique japonaise.
Après le tournage de Lost (où elle jouait Sun Kwon) elle se marie avec Jeong Hyeok Park, son compagnon depuis 2002.
En 2010, elle a été membre du jury du 15e Festival international du film de Busan.

## Filmographie

### Cinéma
- 1999 : Shiri : Myung-hyun / Lee, Bang-hee
- 2000 : Danjeogbiyeonsu : Yeon
- 2001 : Rush! : Seo-Yeong
- 2002 : Iron Palm : Ji-ni
- 2002 : Yesterday : Hui-su
- 2002 : Milae : Mi-heun
- 2005 : Diary of june : Seo Yun-Hee
- 2007 : Seven Days : You Ji Hyeon
- 2010 : Shimjangi dwoenda : Chae Yeon-hee
- 2014 : Ode to My Father : Young-ja
- 2020 : Pawn
- 2025 : KPop Demon Hunters de Maggie Kang et Chris Appelhans : Celine (voix originale)

### Télévision
- 1996 : Beautiful Vacation
- 1998 : With Love
- 1998 : Weding Deureseu : Gina
- 2004 - 2010 : Lost : Les Disparus : Sun Kwon
- 2008 : Two Sisters : Sandra
- 2013 - 2016 : Mistresses : Karen Kim
- 2018 : Mme Ma Nemesis : Miss Ma
- 2022 : Money Heist : Korea – Joint Economic Area : Seon Woo-jin[1]
- 2023 : XO, Kitty : Jina Lim

## Distinctions

### Nominations
- 2005 : Gold Derby Awards de la meilleure actrice dans un second rôle dans une série télévisée dramatique pour Lost : Les Disparus (2004-2010) pour le rôle de Sun Kwon.
- 2006 : Gold Derby Awards de la meilleure distribution de l'année dans une série télévisée dramatique pour Lost : Les Disparus (2004-2010) partagée avec Adewale Akinnuoye-Agbaje, Naveen Andrews, Emilie de Ravin, Michael Emerson, Matthew Fox, Jorge Garcia, Maggie Grace, Josh Holloway, Malcolm David Kelley, Daniel Dae Kim, Evangeline Lilly, Dominic Monaghan, Terry O'Quinn, Harold Perrineau, Michelle Rodriguez et Cynthia Watros.
- 2007 : Gold Derby Awards de la meilleure distribution de l'année dans une série télévisée dramatique pour Lost : Les Disparus (2004-2010) partagée avec Adewale Akinnuoye-Agbaje, Naveen Andrews, Henry Ian Cusick, Emilie de Ravin, Michael Emerson, Matthew Fox, Jorge Garcia, Josh Holloway, Daniel Dae Kim, Evangeline Lilly, Elizabeth Mitchell, Dominic Monaghan, Terry O'Quinn, Kiele Sanchez et Rodrigo Santoro.
- 2008 : Asian Film Awards de la meilleure nouvelle actrice dans un thriller pour Sebeun deijeu (2007).
- 2008 : Blue Dragon Awards de la meilleure nouvelle actrice dans un thriller pour Sebeun deijeu (2007).
- 35e cérémonie des Saturn Awards 2009 : Meilleure actrice dans un second rôle dans une série télévisée dramatique pour Lost : Les Disparus (2004-2010) pour le rôle de Sun Kwon.
- 2010 : Blue Dragon Awards de la meilleure nouvelle actrice dans un drame pour Hamoni (2010).
- 2010 : Gold Derby Awards de la meilleure distribution de l'année dans une série télévisée dramatique pour Lost : Les Disparus (2004-2010) partagée avec Naveen Andrews, Nestor Carbonell, Henry Ian Cusick, Alan Dale, Emilie de Ravin, Michael Emerson, Jeff Fahey, Matthew Fox, Jorge Garcia, Josh Holloway, Daniel Dae Kim, Ken Leung, Evangeline Lilly, Terry O'Quinn et Zuleikha Robinson.
- 2010 : Grand Bell Awards de la meilleure actrice dans un drame pour Hamoni (2010).
- 2015 : Grand Bell Awards de la meilleure actrice dans un drame de guerre pour Gukjesijang (2010).

### Récompenses
- 1999 : Grand Bell Awards de la meilleure nouvelle actrice dans un drame d'action pour Shiri (1999).
- 1999 : Korean Association of Film Critics Awards de la meilleure actrice dans un drame d'action pour Shiri (1999).
- 2002 : Blue Dragon Awards de la meilleure actrice dans un drame romantique pour Milae (2002).
- 12e cérémonie des Screen Actors Guild Awards 2006 : Meilleure distribution pour une série dramatique dans une série télévisée dramatique pour Lost : Les Disparus (2004-2010) partagée avec Adewale Akinnuoye-Agbaje, Naveen Andrews, Emilie de Ravin, Matthew Fox, Jorge Garcia, Maggie Grace, Josh Holloway, Malcolm David Kelley, Daniel Dae Kim, Evangeline Lilly, Dominic Monaghan, Terry O'Quinn, Harold Perrineau, Michelle Rodriguez, Ian Somerhalder et Cynthia Watros.
- 2008 : Gold Derby Awards de la meilleure distribution de l'année dans une série télévisée dramatique pour Lost : Les Disparus (2004-2010) partagée avec Naveen Andrews, Henry Ian Cusick, Jeremy Davies, Emilie de Ravin, Michael Emerson, Matthew Fox, Jorge Garcia, Josh Holloway, Daniel Dae Kim, Ken Leung, Evangeline Lilly, Rebecca Mader, Elizabeth Mitchell, Terry O'Quinn et Harold Perrineau.
- 2008 : Grand Bell Awards de la meilleure actrice dans un drame de guerre pour Gukjesijang (2008).